# Eleição municipal de Santarém (Pará) em 2012
A eleição municipal de Santarém em 2012, aconteceu em 7 de Outubro de 2012 para eleger um prefeito, um vice-prefeito e 21 vereadores no município Santarém, no Estado do Pará, no Brasil. Prefeito eleito foi Alexandre Von, do PMDB, com 46,28% dos votos válidos, sendo vitorioso logo no primeiro turno.

## Alexandre Von
Alexandre Von nasceu em 26 de fevereiro de 1965, no município de Santarém-Pará.

### Dividas de Santarém
O prefeito Alexandre Von afirmou em 2013 que quando tomou posse da prefeitura de Santarém ela possuía uma divida de 30 milhões de reais resultantes de dívidas não pagas. Alexandre ressaltou que ao fim de seu primeiro ano de mandato ele quitou essa divida.

### Educação
De acordo com Alexandre, em 2013 ele entregou duas creches na área urbana e duas em áreas afastadas.

### Iluminação Publica
Iluminação publica é um dos maiores problemas da periferia de Santarém. De acordo com Alexandre, houve melhorias significantes nesta área, incluindo a modernização do sistema de iluminação.

### Lixo e Saneamento Básico
A falta de coleta de lixo é um grande problema para os moradores de Santarém que convivem com lixo espalhado pelas ruas e com animais (como urubus).

### Criação Guarda Municipal
No dia primeiro de Fevereiro de 2016 o prefeito anunciou a criação de uma Guarda Municipal que teria em média o efetivo de 50 integrantes.

## As Eleições
A cidade localizada no oeste do estado do Pará elegeu como prefeito de seu município, Alexandre Von (PSDB) no primeiro turno, com 68.603 votos (46,28% do total). Foi disputado entre mais quatro candidatos, entre eles, Lucineide Pinheiro (PT), segunda colocada com 40.326 votos (27,21% do total), José Maria Tapajós (PMDB) com 21.155 votos (14,27% do total), Márcio Pinto (PSOL) com 12.324 votos (8,25% do total) e Rubson Santana (PSC) com 5.904 (3,98% do total).
A prefeita anterior, Maria do Carmo Martins Lima (PT), com mandato encerrado em 31 de dezembro de 2012, não podia concorrer à reeleição, pois havia sido eleita em 2004 e reeleita em 2008.

## Candidatos à Prefeitura
| Nº | Candidato          | Partido | Vice-candidato        | Coligação |
| -- | ------------------ | ------- | --------------------- | --- |
| 45 | Alexandre Von      | PSDB    | Maria José Maia (DEM) | Santarém Sustentável Partido da Social Democracia Brasileira (PSDB) Democratas (DEM) Partido Popular Socialista (PPS) Partido da Mobilização Nacional (PMN) Partido Social Democrático (2011) (PSD) Partido Social Democrata Cristão (PSDC) Partido Verde (PV) Partido Socialista Brasileiro (PSB) |
| 15 | José Maria Tapajós | PMDB    | Ronan Liberal (PMDB)  | Com o Povo Partido do Movimento Democrático Brasileiro (PMDB) Partido Social Liberal (PSL) Partido Humanista da Solidariedade (PHS) |
| 13 | Lucineide Pinheiro | PT      | Bruno Lacerda (PDT)   | Para Santarém seguir mudando Partido dos Trabalhadores (PT) Partido Democrático Trabalhista (PDT) Partido Comunista do Brasil (PC do B) Partido Pátria Livre (PPL) Partido Progressista (PP) Partido Republicano Brasileiro (PRB) Partido da República (PR) Partido Renovador Trabalhista Brasileiro (PRTB) Partido Trabalhista Brasileiro (PTB) Partido Republicano Progressista (PRP) Partido Trabalhista do Brasil (PT do B) Partido Trabalhista Nacional (PTN) |
| 50 | Márcio Pinto       | PSOL    | Maike Vieira          | Partido não coligado |
| 20 | Rubson Santana     | PSC     | Carlos Silva (PSC)    | Acorda Santarém, mudança já! Partido Social Cristão (PSC) Partido Trabalhista Cristão (PTC) |

## Vereadores Eleitos
| Candidato                    | Partido | Votos Válidos (%) | Nº de Votos |
| Ney Santana                  | PSDB    | 2,69%             | 4.009       |
| Junior Tapajós               | PMDB    | 2,48%             | 3.697       |
| Henderson Pinto              | DEM     | 2,42%             | 3.616       |
| Emir Aguiar                  | PR      | 2,27%             | 3.385       |
| Reginaldo Campos             | PSB     | 2,20%             | 3.281       |
| Maurício Corrêa              | PSD     | 2,09%             | 3.114       |
| Geovani Aguiar               | PSC     | 2,01%             | 3.002       |
| Nicolau do Povo              | PP      | 1,96%             | 2.927       |
| Gerlande Castro              | PSD     | 1,59%             | 2.376       |
| Enfermeira Marcela Tolentino | PDT     | 1,58%             | 2.364       |
| Erasmo Maia                  | DEM     | 1,54%             | 2.306       |
| Silvio Amorim                | PRTB    | 1,46%             | 2.173       |
| Luiz Alberto                 | PP      | 1,42%             | 2.127       |
| Silvio Neto                  | PSD     | 1,38%             | 2.065       |
| Valdir Matias Junior         | PV      | 1,30%             | 1.935       |
| Chiquinho da Umes            | PSDB    | 1,27%             | 1.890       |
| Ana Elvira Alho              | PT      | 1,26%             | 1.878       |
| Ivete Bastos                 | PT      | 1,26%             | 1.877       |
| Gaucho da Quadra             | PSB     | 1,06%             | 1.585       |
| Ronan Liberal Junior         | PMDB    | 0,85%             | 1.268       |
| Dayan Serique                | PPS     | 0,80%             | 1.198       |

## Pesquisas
| Data       | Instituto | Alexandre Von (PSDB) | Lucineide Pinheiro (PT) | José Maria Tapajós (PMDB) | Márcio Pinto (PSOL) | Rubson Santana (PSC) | Brancos e Nulos | Indecisos |
| ---------- | --------- | -------------------- | ----------------------- | ------------------------- | ------------------- | -------------------- | --------------- | --------- |
| 18/09/2012 | Ibope     | 39%                  | 27%                     | 13%                       | 8%                  | 5%                   | 2%              | 6%        |
| 04/10/2012 | Ibope     | 40%                  | 23%                     | 12%                       | 9%                  | 9%                   | 2%              | 5%        |

## Apuração dos Votos
| VOTOS APURADOS | VOTOS VÁLIDOS    | BRANCOS       | NULOS         | ABSTENÇÕES      |
| 154.077        | 149.264 (96,88%) | 2.757 (1,79%) | 2.056 (1,33%) | 39.793 (20,53%) |